# سامانه ارتباطی

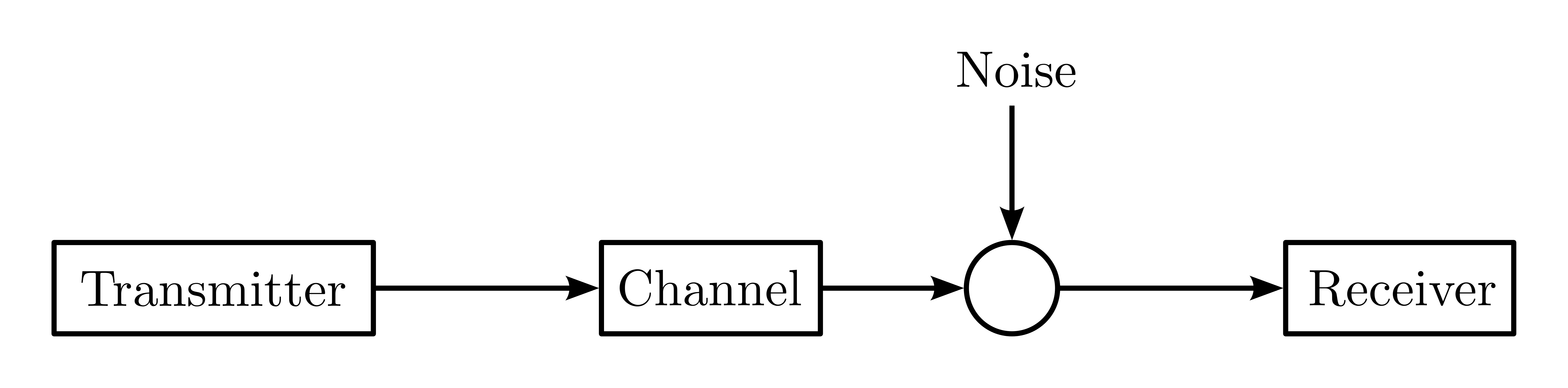
سامانه ارتباطی

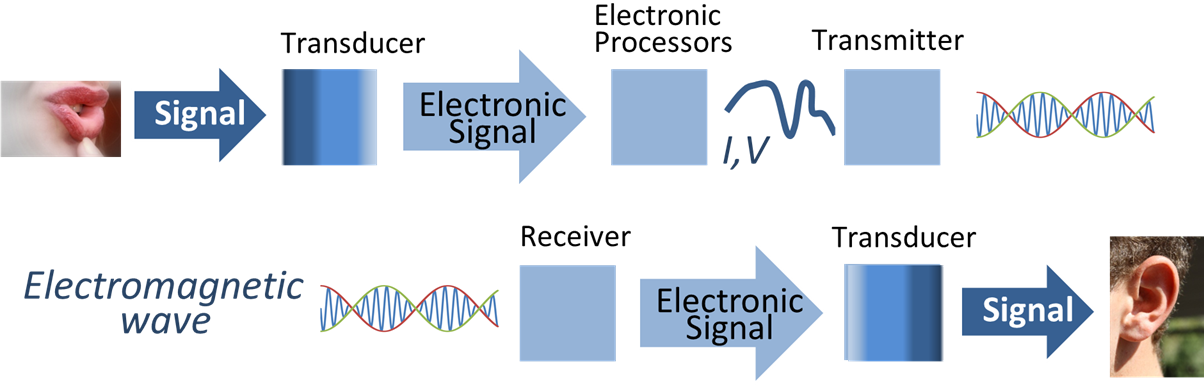
سامانه ارتباطی الکترونیکی با استفاده ار سیگنال‌های الکترونیکی

در ارتباطات مخابراتی، یک سامانه ارتباطی مجموعه‌ای از شبکه‌های ارتباطی اختصاصی، سامانه‌های ارتباطیانتقال، ایستگاه‌های رله، ایستگاه‌های کمکی و  تجهیزات ترمینال داده (DTE) است که معمولاً قادر به میان‌هابِند وعملیات داخلی برای ایجاد هماهنگی کامل می‌باشد. اجزای یک سامانه ارتباطی برای یک هدف مشترک، که از لحاظ فنی سازگاربوده، از روش‌های معمول استفاده کرده، به کنترل‌ها پاسخ می‌دهند و به‌طور هماهنگ فعالیت می‌کنند. ارتباطات مخابراتی یک روش ارتباطی (به عنوان مثال برای پخش ورزشی، رسانه‌های جمعی، روزنامه‌نگاری و غیره) است. یک زیرسامانه ارتباطی یک واحد کاربردی یا مونتاژ عملیاتی است که کوچکتر از مونتاژ بزرگتر در نظر گرفته شده‌است …

## انواع‌ها

### وسایل ارتباطی
یک سامانه ارتباطی نوری، هر نوع ارتباط مخابراتی است که از نور به عنوان وسیله انتقال استفاده می‌کند. تجهیزات شامل یک فرستنده است که یک پیام را به صورت یک سیگنال نوری رمز گذاری می‌کند، کانال، که پیام را به مقصدش منتقل می‌کند و یک گیرنده که پیام را از سیگنال نوری دریافت شده دوباره تولید می‌کند. سامانه‌های ارتباطی فیبر نوری اطلاعات را از طریق فرستادن نور از طریق فیبر نوری از یک مکان به مکان دیگر انتقال می‌دهند. نور یک سیگنال حامل ایجاد می‌کند که برای انتقال اطلاعات تنظیم شده‌است.

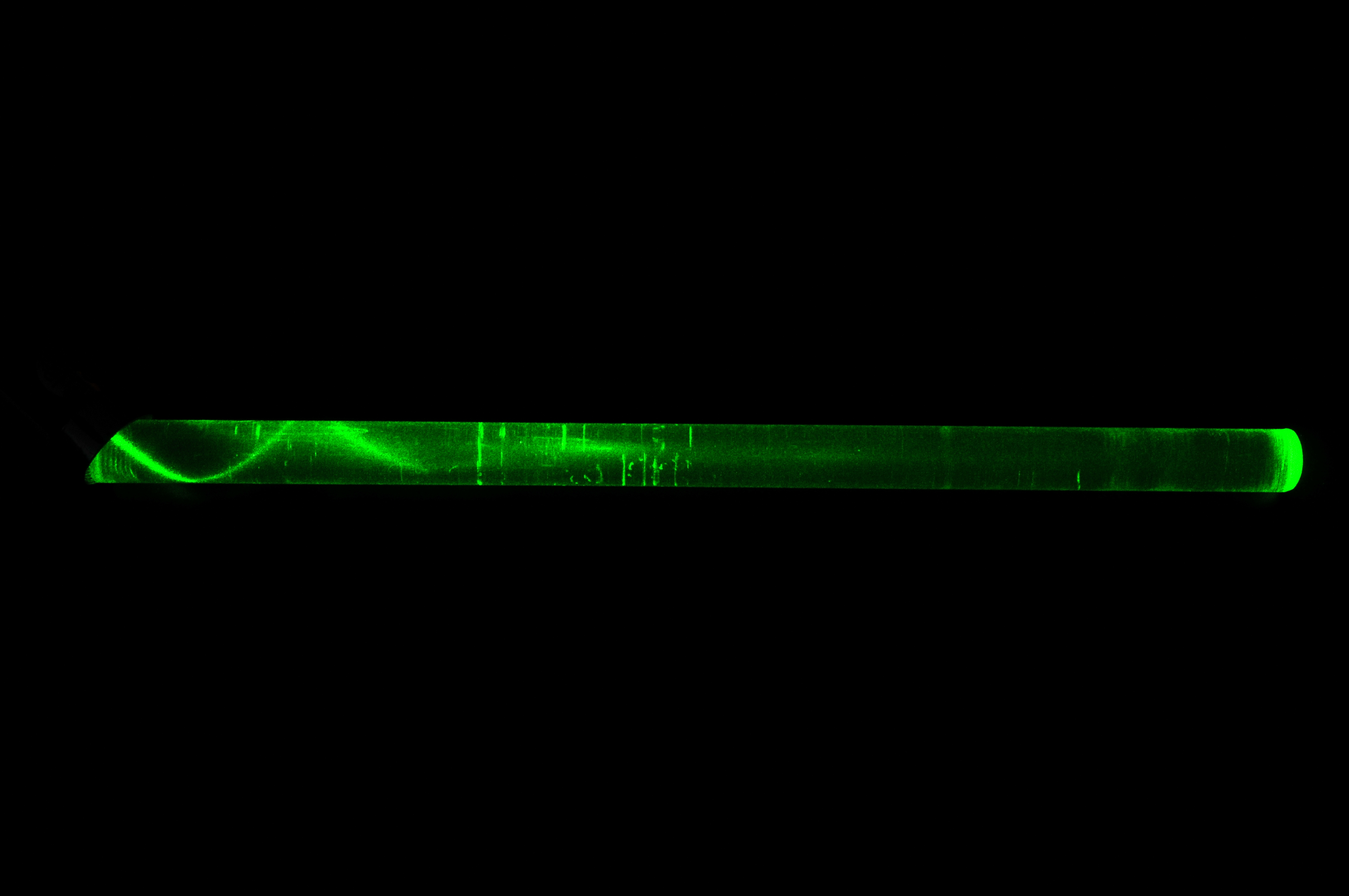
انتشار نور از طریق هسته فیبر نوری
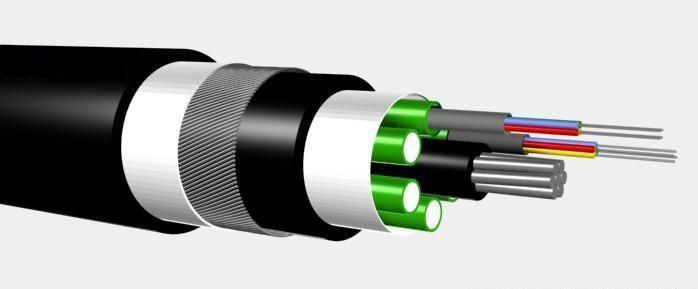
کابل فیبر نوری
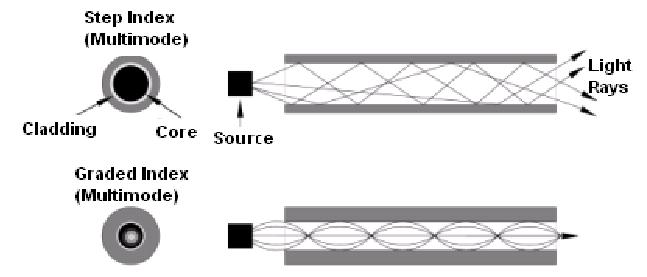

یک سامانه ارتباطات رادیویی از چند زیرسامانه ارتباطی تشکیل شده که قابلیت ارتباطات بیرونی را فراهم می‌کنند. یک سامانه ارتباطات رادیویی شامل یک موج بر است که در آن نوسانات الکتریکی یا جریان تولید و تنظیم می‌شود که چنین جریاناتی یا نوسانات از میان یک محیط آزاد در فضا از یک نقطه به یک نقطه دوراز آنجا پخش می‌شود و یک موج گیر در چنین نقطه دوردست نوسان‌ها یا جریان‌هایی که از فرستنده پخش می‌شود دریافت می‌کند.

سامانه‌های ارتباطی خطوط برق با تأثیر یک سیگنال حامل مدوله‌شده روی سیم‌های برق عمل می‌کنند. انواع مختلف ارتباطات خطوط انتقال برق با استفاده از باند فرکانس متفاوت، بسته به ویژگی انتقال سیگنال سیم‌کشی برق مورد استفاده قرار می‌گیرد. از آنجا که سامانه سیم‌کشی برق در ابتدا برای انتقال برق AC در نظر گرفته شده بود، مدارهای سیم برق تنها توانایی محدودی برای حمل فرکانس‌های بالاتر را دارند. مشکل انتشار یک عامل محدودکننده برای هر نوع ارتباط خطوط برق است.

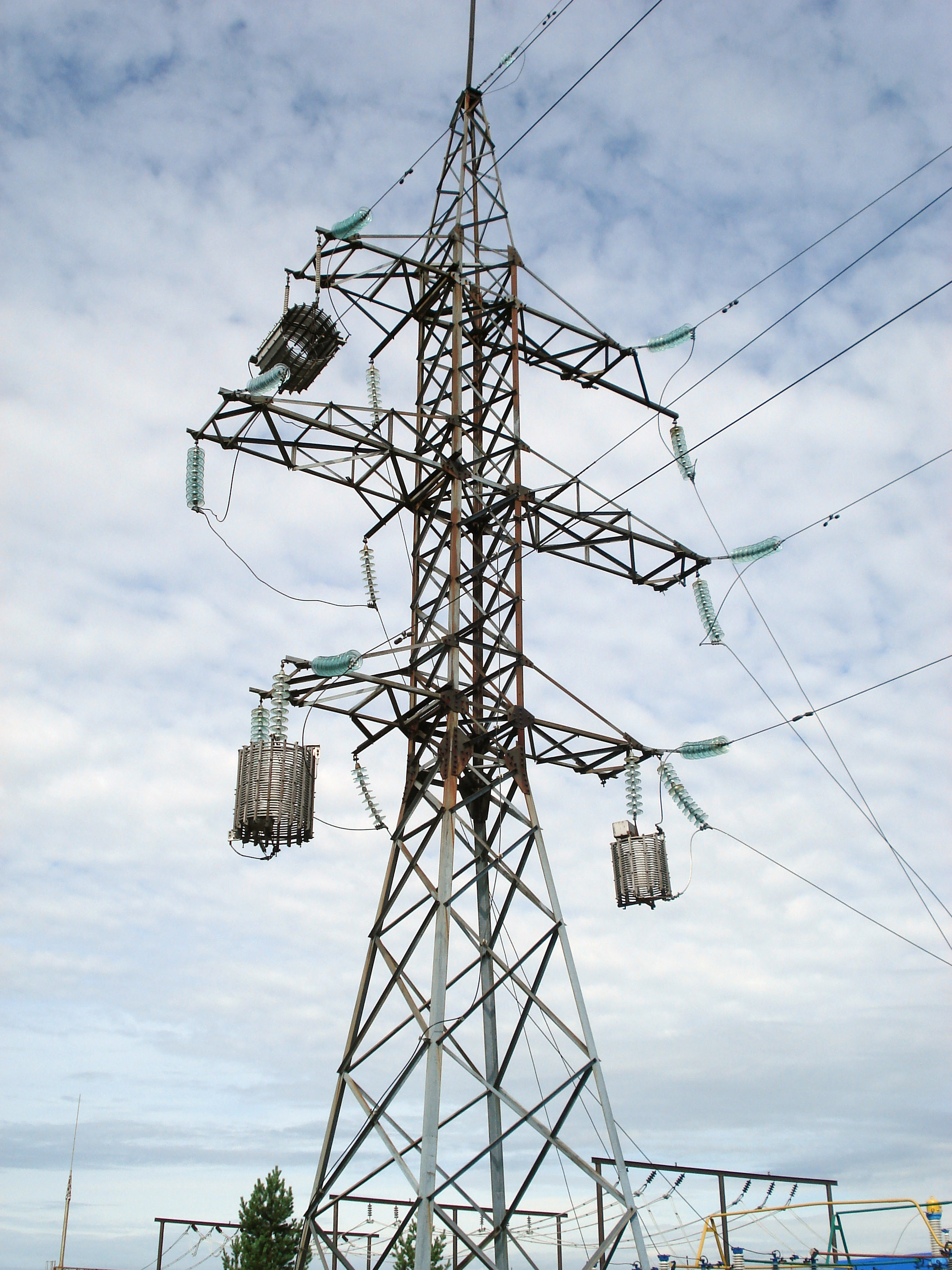